# گرده‌افشان

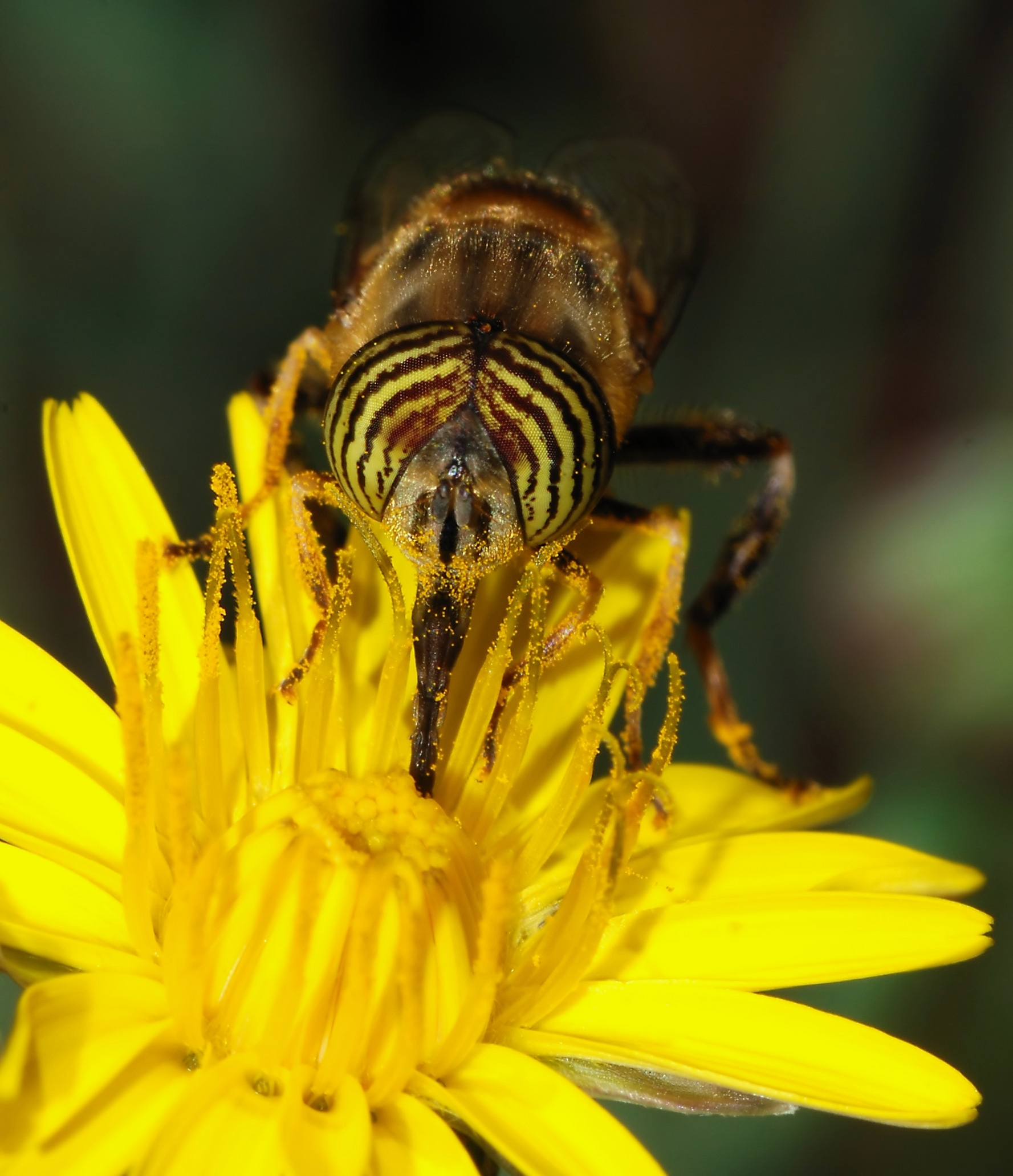
مگس سیرفید (Eristalinus taeniops) در حال گرده‌افشانی علف هرز شاهین معمولی

گرده‌افشان (به انگلیسی: Pollinator)، جانوری است که گرده را از بساک نر گل به کلاله ماده گل منتقل می‌کند. این به باروری تخمک‌های گل توسط گامت‌های نر از دانه‌های گرده کمک می‌کند.
حشرات گرده‌افشان اصلی اکثر گیاهان هستند و حشرات گرده‌افشان شامل همه خانواده زنبورها و بیشتر خانواده زنبورهای نیش‌دار می‌شود. مورچه‌ها، بسیاری از خانواده‌های مگس، بسیاری از پروانه‌سانان (هم پروانه‌ها و هم بیدها)؛ و بسیاری از خانواده‌های سوسک. مهره‌داران، عمدتاً خفاش‌ها و پرندگان، اما برخی از پستانداران غیرخفاش (مانند میمون، لمور، صاریغ و جوندگان) و برخی مارمولک‌ها گیاهان خاصی را گرده‌افشانی می‌کنند. در میان پرندگان گرده‌افشان می‌توان به مرغ مگس‌ها، عسل‌خوارها و شهدخوارها با نوک دراز اشاره کرد. آنها تعدادی گل گلوبلند را گرده‌افشانی می‌کنند. انسان همچنین ممکن است گرده‌افشانی مصنوعی انجام دهد.
گرده‌افشان با گرده‌زا، گیاهی که منبع گرده برای فرایند گرده‌افشانی است، متفاوت است.

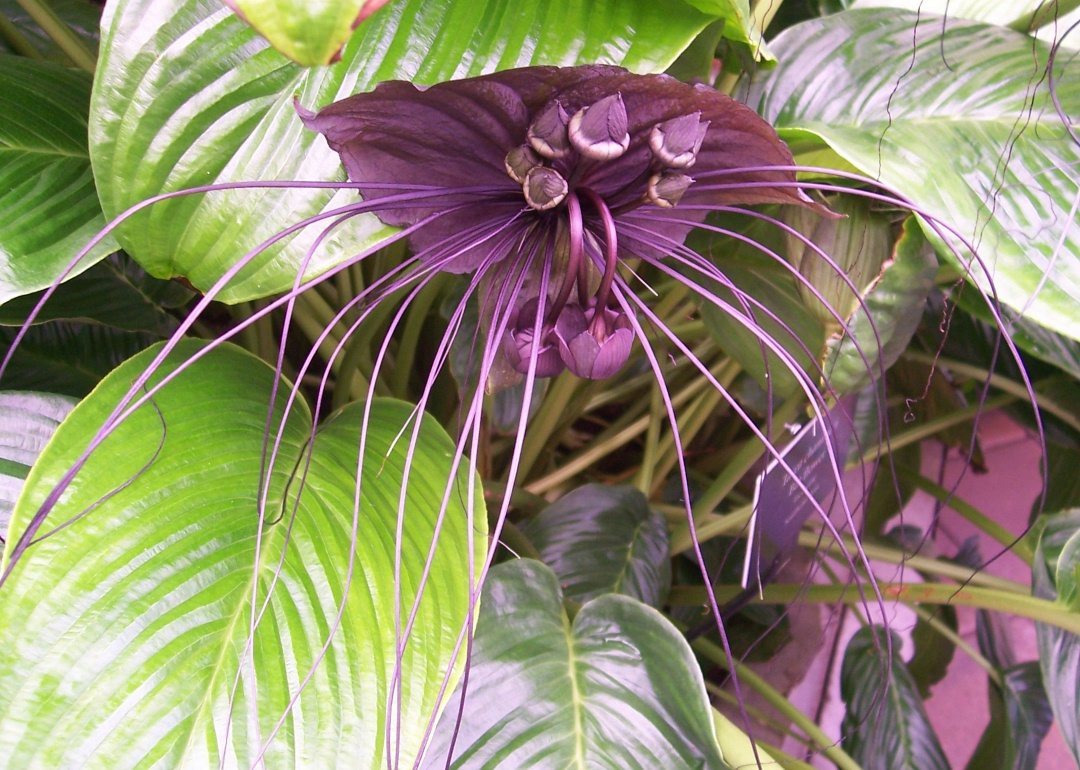
گل‌های استوایی مانند Tacca chantrieri گرده‌افشانی با خفاش هستند.

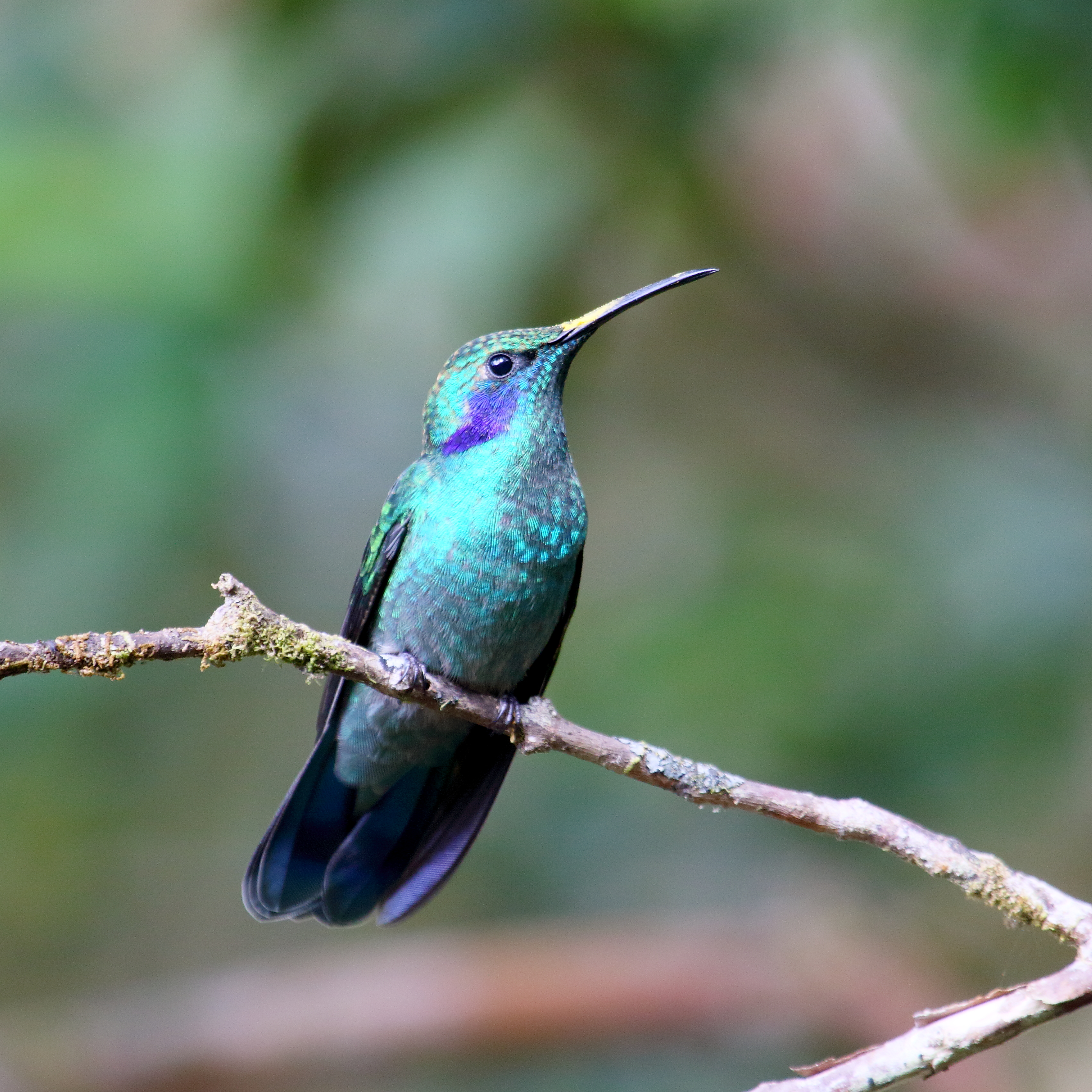
گوش‌بنفش سبز با گرده روی نوک، پناهگاه حیات وحش کوری کانچا، کاستاریکا